# VanossGaming
Evan Fong, mer känd som VanossGaming, född 31 maj 1992 i Toronto, är en kanadensisk tv-spelkommentator. Han producerar videor till Youtube. Sedan han startade sin Youtubekanal 2011 och fram till april 2019 hade Fong fått 24 miljoner prenumeranter och 13 miljarder visningar.